# 馬蒂斯勒魏爾湖

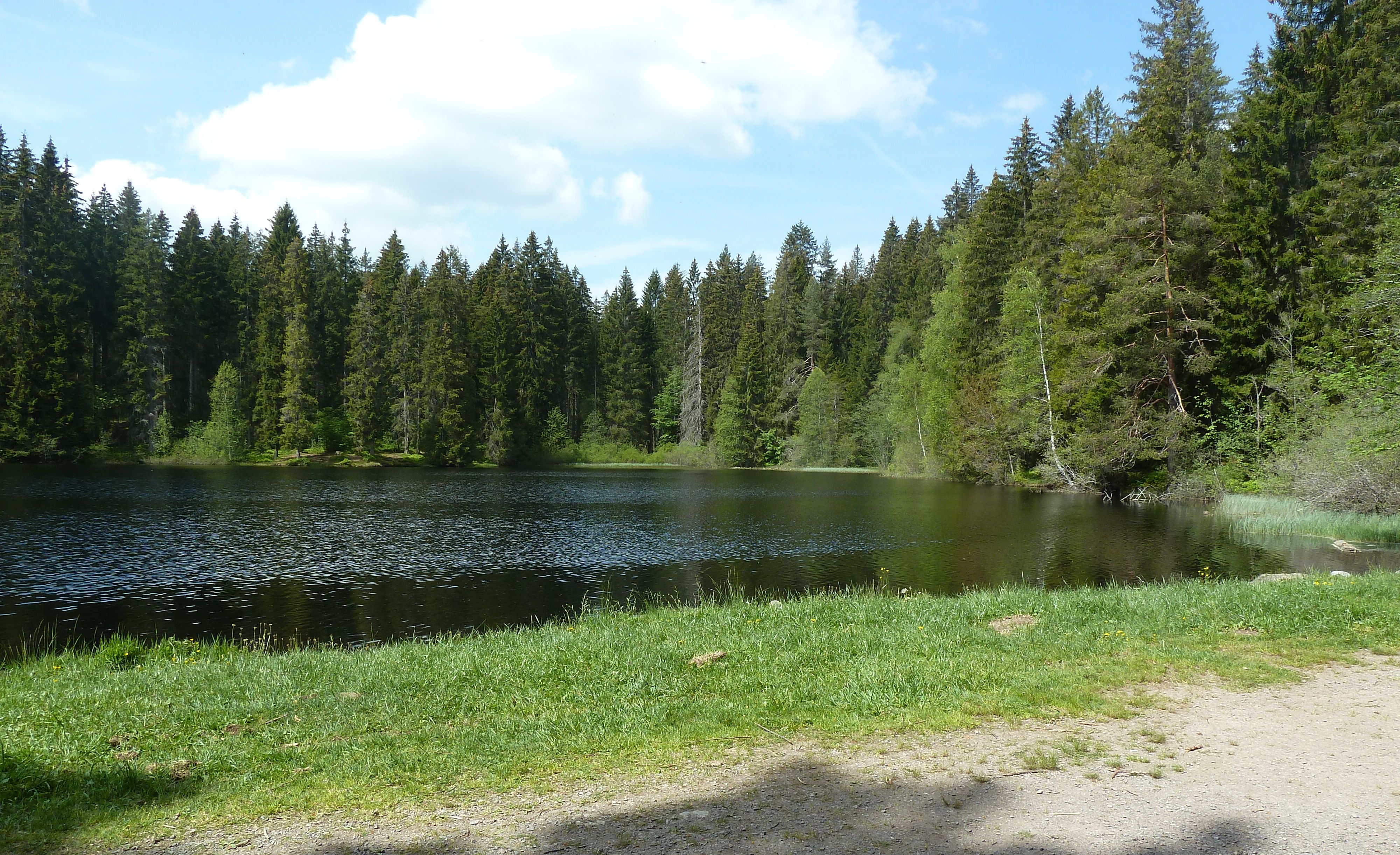

47°53′06″N 8°05′05″E / 47.88489°N 8.08481°E
馬蒂斯勒魏爾湖（德語：Mathisleweiher），是德國的湖泊，位於該國西南部，由巴登-符騰堡州負責管轄，處於布賴斯高-上黑林山縣，長0.2公里、寬0.1公里，面積0.02平方公里，海拔高度999米，平均水深2.3米，最大水深3.6米，水體容量4.3萬立方米。